# Karl Seiferling
Karl Seiferling (* 21. Oktober 1867; † 1936) war ein deutscher Vizeadmiral der Kaiserlichen Marine.

## Leben
Karl Seiferling trat am 11. April 1885 in die Kaiserliche Marine ein. Am 18. Mai 1888 wurde er Unterleutnant zur See und war 1891 auf der Friedrich Carl. Nachdem er auf der Leipzig gedient hatte, wurde er mit RDA vom 11. April 1892 zum Leutnant zur See befördert. 1894 war er auf dem Torpedoboot D 2. Als Kapitänleutnant war er von Dezember 1901 bis Dezember 1902 Kommandant des Kanonenbootes Möwe.
Als Fregattenkapitän wurde er im September 1909 Kommandant der Preußen, wurde in dieser Position zum Kapitän zur See befördert und blieb dies bis September 1912. Anschließend war er bis Juli 1914 Kommandant des Wettin. Im Dezember des gleichen Jahres übernahm er bis August 1915 die Zähringen. Er wurde Kommandant des Großlinienschiffs Markgraf, welches vom 31. Mai bis 1. Juni 1916 an der Skagerrakschlacht teilnahm. Bis Oktober 1916 führte er das Kommando aus. Anschließend wurde er Führer der IV. Aufklärungsgruppe und im Dezember 1916 II. Admiral des III. Geschwaders. Er wurde am 25. November 1916 zum Konteradmiral befördert. Anfang November 1917 übernahm er von Werner Siemens die Position als Inspekteur des U-Bootswesens und blieb bis Mitte Dezember 1918 Inspekteur. Am 7. April 1919 wurde er aus der Marine verabschiedet und erhielt am 4. September 1919 mit dem RDA zum 7. April 1919 den Charakter als Vizeadmiral verliehen.

## Werke (Auswahl)
- Schilderung und kritische Besprechung der Tätigkeit der englischen Flotte in der Ostsee im Jahre 1854. In: Marine-Rundschau, Band 11, 1900, S. 1340–1369.